# Eddy Habbema
Edmond (Eddy) Habbema (Amsterdam, 15 augustus 1947) is een Nederlandse televisie- en theaterregisseur die daarvoor in enkele films heeft geacteerd alsook een televisierolletje heeft gehad. Als regisseur legt hij een voorkeur voor het genre van het muziektheater aan de dag en daarbinnen voor dat van de musical en de opera.

## Loopbaan

### Acteur
Als acteur is hij vooral bekend van zijn rol in Soldaat van Oranje. In deze oorlogsrolprent uit 1977 speelt hij Robbie Veenman, een marconist van het verzet.

### Regisseur
Habbema deed toneelregie bij Toneelgroep Centrum, Toneelgroep De Appel en de Haagse Comedie, waar hij toneelstukken regisseerde van grootheden als Anton Tsjechov en William Shakespeare. Als televisieregisseur was hij verantwoordelijk voor onder meer de televisiefilm De Peck en Veder Methode, gebaseerd op werk van Edgar Allan Poe, de boekverfilming Hotelbar in Tokio van Tennessee Williams en de televisieserie Het Oude Noorden (speelt zich af in de gelijknamige Rotterdamse wijk). Begin 2010 ging het door hem geregisseerde theaterstuk Anne & Goebbels, een confrontatie in première, waarin op basis van hun beider dagboeken, Anne Frank en Joseph Goebbels hun toekomstverwachtingen ontvouwen.
Als musicalregisseur is Habbema verantwoordelijk voor een veelvoud aan regies, bijvoorbeeld Cyrano de Bergerac waarmee hij de primeur had van eerste Nederlander die een musical mocht regisseren in New York. Een greep van de andere musicalregies van zijn hand zijn Blood Brothers, Elisabeth en Crazy for you. De in 2009 uitgebrachte theatermusical Ja zuster, nee zuster, afgeleid van de gelijknamige televisieserie van schrijfster Annie M.G. Schmidt en componist Harry Bannink is ook door hem geregisseerd.
Verder heeft hij de cabaretvoorstellingen Waar waren we gebleven (1997-1999) en Tekens van leven (2000-2001) van cabaretier Paul van Vliet geregisseerd.

## Familie
Eddy Habbema is een broer van de actrice en theaterregisseuse Cox Habbema (1944-2016).